# Sérgio Barrientos
Sérgio Barrientos (ur. 29 czerwca 1986 w Medellín) – kolumbijski szachista i trener szachowy (FIDE Trainer od 2011), arcymistrz od 2011 roku.

## Kariera szachowa
Zasady gry w szachy poznał w wieku 4 lat od swojego kuzyna. Pomiędzy 1997 a 2002 r. ośmiokrotnie zdobył tytuły mistrza Kolumbii juniorów w różnych kategoriach wiekowych. Trzykrotnie zdobył medale mistrzostw państw panamerykańskich juniorów: złoty (Villa Giardino 2002 – do 16 lat) oraz dwa srebrne (Florianópolis 1998 – do 12 lat i Bogota 2006 – do 20 lat), był również wielokrotnym reprezentantem kraju na mistrzostwach świata juniorów w różnych kategoriach wiekowych. W 2006 r. zwyciężył w międzynarodowym turnieju juniorów do lat 20, rozegranym w Gijón. W 2008 r. zajął II m. (za Neurisem Delgado Ramírezem) w Cali, natomiast w 2009 r. zwyciężył w San Salvador. Normy na tytuł arcymistrza wypełnił w 2010 r. podczas otwartego turnieju w Barcelonie oraz na olimpiadzie w Chanty-Mansyjsku. W 2011 r. zdobył w Pereirze tytuł indywidualnego mistrza Kolumbii.
Pomiędzy 2004 a 2012 r. pięciokrotnie uczestniczył w szachowych olimpiadach, natomiast w 2009 r. reprezentował Kolumbię na drużynowych mistrzostwach państw panamerykańskich.
Najwyższy ranking w dotychczasowej karierze osiągnął 1 stycznia 2012 r., z wynikiem 2519 punktów zajmował wówczas 3. miejsce (za Neurisem Delgado Ramírezem i Jaime Cuartasem) wśród kolumbijskich szachistów.